# Какистократија
Какистократија (од старогрчког κακιστος, kakistos — „најгори" и κρατος, kratos — „владавина, власт") је систем власти којим управљају најгори, најмање квалификовани и најбескрупулознији грађани. Овај појам се користи за описивање влада у којима доносиоци одлука нису изабрани због своје мудрости, стручности или интегритета, већ су на позиције моћи дошли упркос (или управо због) недостатка тих квалитета.
Термин се појавио у 17. веку, али је широку примену стекао тек у 21. веку, посебно као оруђе за критику популистичких влада широм света. Уско је повезан са концептом меритоцида — систематског и сврховитог уништавања најспособнијих и најбољих кадрова у друштву како би се очувала власт неспособних.

## Етимологија и историја појма

### Порекло у 17. веку
Реч „какистократија" је први пут забележена у енглески језику 1644. године. Сковао ју је ројалистички симпатизер Пол Госнолд (Paul Gosnold) током Енглеског грађанског рата. У својој проповеди одржаној 9. августа у цркви Свете Марије у Оксфорду, Госнолд је оштро критиковао Парламентарце, оптужујући их да покушавају да монархију замене анархијом и владавином најгорих:
Стога, не требамо оклевати да се молимо против таквих: против оних лицемерних паликућа који су донели ватру са неба да спале њихову земљу, претварајући се да је Религија прихватила и подржавала најзлију побуну; против оних Нерона који су растргали утробу мајке која их је родила, и ранили дојке које су сисале; против оних људождера који се хране месом и опијају крвљу своје браће; против оних Катилина који друштвене немире виде као сопствене циљеве, који су запалили Краљевство да би пекли своја јаја; против оних олуја у држави, оних духова побуне који не могу да преживе без досађивања и интервенције; које мучи стални свраб промена и новотарија, претварајући нашу стару Јерархију у ново Презвитерство, а потом и у нову Независност; а нашу добру Монархију у луду врсту Какистократије. Добри Боже!— Пол Госнолд, 1644.
Госнолдова употреба термина била је јасна алузија на идеју да би рушење успостављеног поретка (монархије и црквене хијерархије) довело до хаоса у којем би најгори елементи друштва преузели контролу.

### Употреба у 19. веку
Након Госнолда, термин је био ретко коришћен. Поново се појављује 1829. године у новели The Misfortunes of Elphin енглеског сатиричара Томаса Лава Пикока (Thomas Love Peacock). Пикок, познат по својој критици друштва, користио је термин да опише систем супротан аристократији (владавини најбољих).
Средином 19. века, амерички песник и дипломата Џејмс Расел Лоуел (James Russell Lowell) употребио је термин 1876. године у писму Џоелу Бентону, разматрајући стање америчке демократије. Лоуел је изразио забринутост да универзално право гласа, иако теоретски исправно, у пракси може довести до тога да власт преузму демагози и неспособни, што је описао као какистократију. Он је написао:
Да ли је какистократија, за недостатак бољег имена, влада ниткова, оно што демократија у свом последњем стадијуму развоја развија?

## Дефиниција и карактеристике
Док је аристократија владавина најбољих (aristos — најбољи), а меритократија владавина оних са заслугама, какистократија представља њихову супротност. Кључне карактеристике система који се може описати као какистократски укључују:
- Системска некомпетентност — Владине институције су попуњене појединцима који немају потребне квалификације, искуство или знање за позиције које обављају. Одлуке се доносе на основу политичке лојалности, личног интереса или идеологије, а не на основу стручних анализа и чињеница.
- Корупција, непотизам и кронизам — Уместо транспарентности и одговорности, систем се заснива на мрежама личних и пословних веза. Јавни ресурси се користе за лично богаћење владајуће елите и њихових сарадника.
- Ерозија владавине права — Закони се селективно примењују или игноришу. Правосуђе и регулаторна тела постају инструменти политичког притиска, губећи своју независност.
- Промоција осредњости и потискивање изврсности (меритоцид) — У какистократском систему, способни, критички настројени и независни појединци се доживљавају као претња. Систем их маргинализује, прогони или приморава да напусте земљу (одлив мозгова), док се промовишу послушни и неспособни.
- Популизам и демагогија — Власт се често одржава кроз манипулацију јавним мњењем, ширење дезинформација и апеловање на најниже инстинкте становништва, попут страха, мржње и предрасуда.
- Губитак поверења у институције — Континуирано лоше управљање и бескрупулозно понашање воде до потпуног губитка поверења грађана у владу, парламент, судство и друге државне институције.[6]

## Повезани концепти
Какистократија је део шире породице појмова који описују дисфункционалне облике владавине:
- Клептократија (kleptēs — лопов) — владавина лопова. Док је какистократија владавина најгорих у смислу способности и морала, клептократија се специфично фокусира на систем у којем је главни циљ власти пљачка државних ресурса. Ова два концепта се често преклапају, јер су најгори грађани често и најсклонији корупцији.
- Патократија (pathos — патња, болест) — владавина особа са менталним поремећајима, попут психопатије и нарцизма. Овај концепт, који је развио пољски психијатар Анджеј Лобачевски (Andrzej Łobaczewski), сугерише да такви појединци, лишени емпатије и савести, могу преузети власт и створити патолошко друштво. Какистократија може бити последица патократије.
- Идиократија (idiotes — приватна особа, неук човек) — владавина идиота или неуких. Овај термин, популаризован кроз истоимени сатирични филм из 2006. године, описује друштво у којем интелигенција опада до те мере да власт преузимају најглупљи. Иако је углавном сатиричан, користи се за критику опадања образовних и интелектуалних стандарда у јавном животу.

## Употреба
Употреба речи је била ретка на почетку 20. века, али је поново стекла популарност 1981. због критика Реганове администрације. Од тада се користи за негативно описивање различитих влада широм света. На пример, често га је користио конзервативни коментатор Глен Бек у односу на Обамину администрацију.
Реч је поново ушла у употребу током америчке председничке кампање 2016. године, а посебно је волела противнике и критичаре републиканског председничког кандидата Доналда Трампа.
У мају 2016. академик и блогер Амро Али је тврдио да је какистократија реч коју треба оживети. Касније је популарна америчка новинска страница Салон цитирала Алијев блог као почетак шире дискусије о том термину.
Од новембра 2016, критичари су више пута користили ту реч да описују Трампову администрацију.
Издавач Мерриам-Вебстер је 29. јуна 2017. известио да је претрага те речи у његовом онлајн речнику достигла највиши ниво тог дана. Вашингтон пост је 13. априла 2018. известио о „вирусној" употреби речи за описивање Трампове администрације.